# Boquim (tiểu vùng)
Boquim là một tiểu vùng thuộc bang Sergipe, Brasil. Tiều vùng này có diện tích 1846 km², dân số năm 2007 là 142103 người.